# Yvonne Suhor
Yvonne Theresa Suhor (* 29. November 1961 in New Orleans, Louisiana; † 27. September 2018) war eine US-amerikanische Theater-, Film- und Fernsehschauspielerin.

## Leben
Suhor absolvierte 1985 die Illinois State University und empfing ihr M.F.A. von der University of Southern California.
Bekannt war sie für ihre Rolle Louise McCloud in der Westernserie The Young Riders (1989–1992) und für ihre Rolle Cicely in der gleichnamigen Emmy-Award-ausgezeichneten Folge der Fernsehserie Ausgerechnet Alaska. Zu den weiteren Serien, in denen sie auftrat, gehören Sable (1987), Brooklyn Bridge (1992–1993), Mord ist ihr Hobby (1993), Star Trek: Raumschiff Voyager (1995), Renegade – Gnadenlose Jagd (1993, 1996) und Sheena – Königin des Dschungels (2000). Fernsehfilme, in denen sie spielte, sind Dillinger – Staatsfeind Nr. 1 (1991), Babe Ruth – Die Baseball-Legende (1991) und Rolling Thunder (1996).
Als Theaterschauspielerin trat sie in Steppenwolfs Grapes of Wrath und Lydie Breeze in Hauptrollen auf. Ebenfalls wurde sie zweimal für den Jeff Award nominiert.
Daneben betrieb Suhor ihr eigenes Art’s Sake Acting Studio in Orlando, Florida, an dem sie Core Film Acting basierend auf der Meisner-Technik unterrichtete.
Sie war mit dem Schauspieler Simon Needham verheiratet. Suhor starb 2018 an Bauchspeicheldrüsenkrebs.

## Filmografie
- 1987: Sable (Fernsehserie, eine Folge)
- 1989–1992: The Young Riders (Fernsehserie, 67 Folgen)
- 1991: Dillinger – Staatsfeind Nr. 1 (Dillinger, Fernsehfilm)
- 1991: Babe Ruth – Die Baseball-Legende (Babe Ruth, Fernsehfilm)
- 1992: Ausgerechnet Alaska (Northern Exposure, Fernsehserie, eine Folge)
- 1992–1993: Brooklyn Bridge (Fernsehserie, 2 Folgen)
- 1993: Mord ist ihr Hobby (Murder, She Wrote, Fernsehserie, eine Folge)
- 1993, 1996: Renegade – Gnadenlose Jagd (Renegade, Fernsehserie, 2 Folgen)
- 1995: Star Trek: Raumschiff Voyager (Star Trek: Voyager, Fernsehserie, eine Folge)
- 1996: Rolling Thunder (Fernsehfilm)
- 1999: The Paper Route (Kurzfilm)
- 2000: Sheena – Königin des Dschungels (Sheena, Fernsehserie, eine Folge)
- 2018: Lodge 49 (Fernsehserie, 1 Folge)